# Oxytropis heterophylla
Oxytropis heterophylla är en ärtväxtart som beskrevs av Carl Maximowicz. Oxytropis heterophylla ingår i släktet klovedlar, och familjen ärtväxter. Inga underarter finns listade i Catalogue of Life.